# Black and Blue (filme de 2019)
Black and Blue (Black and Blue - Encurralada (título em Portugal) ou Cores da Justiça (título no Brasil)) é um filme de ação de suspense policial estadunidense de 2019 dirigido por Deon Taylor a partir de um roteiro de Peter A. Downing. O filme é estrelado por Naomie Harris, Tyrese Gibson, Frank Grillo, Mike Colter, Reid Scott e Beau Knapp, e segue uma policial novata que foge depois de testemunhar um assassinato de seus colegas.
O filme teve sua estreia mundial no Festival de Cinema Urbanworld em 21 de setembro de 2019 e foi lançado nos cinemas nos Estados Unidos em 25 de outubro de 2019, pela Sony Pictures Releasing. Recebeu principalmente críticas mistas dos críticos.

## Sinopse
A veterana do Exército dos EUA Alicia West (Naomie Harris) retorna à sua cidade natal em Nova Orleães, onde é recrutada para o departamento de polícia da cidade. Alicia é lembrada por seu novo parceiro Kevin Jennings (Reid Scott) sobre as diferenças entre morar na comunidade em que ela cresceu e no departamento de polícia.
Para que Jennings volte para casa para namorar à noite com sua esposa, West assume seu lugar em um turno duplo com outro membro da força, Brown. Ele recebe uma ligação no meio do turno e eles vão se encontrar com seu IC em um prédio abandonado, onde ele diz a ela para esperar no carro. Alicia ouve tiros vindo do prédio onde Brown entrou e se dirige, vestindo um colete com câmera fotográfica. Lá, Alicia testemunha o detetive Terry Malone (Frank Grillo) e seus homens assassinando um traficante de drogas desarmado. Quando Malone tenta explicar a situação para ela, o outro, Smitty (Beau Knapp), entra em pânico ao ver a câmera do corpo de Alicia e atira nela, fazendo com que Alicia caia no chão abaixo.
Alicia ferida escapa enquanto ela está sendo rastreada por Malone e seus homens. Quando um colega policial chega, Alicia percebe que eles estão trabalhando com Malone, forçando-a a se esconder na loja de Milo Jackson (Tyrese Gibson), um membro da comunidade que reluta em escondê-la. Ela tenta obter ajuda de seu parceiro, Jennings, mas ela descobre que ele é um dos companheiros e foge dele. Enquanto isso, Malone culpa West pelo tiroteio e manipula o chefão do crime Darius para fazer uma recompensa aberta por West porque uma das crianças que Malone assassinou era sobrinho de Darius.
Enquanto se recuperava na casa de Milo, Alicia tem uma arma apontada para sua cabeça pelo filho de Missy. Alicia então descobre que Darius colocou uma recompensa por ela e que toda a comunidade a está rastreando. Alicia consegue escapar, mas um Milo ferido é deixado para trás e é capturado por Darius. Darius tortura Milo, mas Milo se recusa a divulgar onde encontrar Alicia. Alicia se grava e esconde sua câmera corporal em uma casa abandonada. Alicia então se expõe onde Darius faz negócios. Ela convence Darius de que tem provas de que Malone matou o sobrinho de Darius. Um dos capangas de Darius hackeia a câmera do corpo de Alicia, onde a filmagem é baixada, e depois de ver a filmagem, Darius está convencido de que Malone é o verdadeiro assassino de seu sobrinho. Malone e seus executores chegam para rastrear Alicia; durante o caos que se seguiu, Darius é morto por Malone,e Brown é morto por Smitty, que por sua vez é morto por West. West dá a câmera corporal a Milo para que ele possa entrar furtivamente na delegacia e enviar as imagens, enquanto ela fica e tenta escapar de Malone, que está tentando matá-la.
Há um impasse entre Malone e West com toda a comunidade negra olhando. Quando West leva a melhor, outros policiais chegam e dizem a ela para abaixar a arma. Ao mesmo tempo, o capitão obtém a filmagem e os rádios SRT para fazê-los recuar e diz a eles que West é inocente. Malone tenta matá-la pela última vez, fingindo que ela tem uma arma, mas seu parceiro, Jennings, atira no peito dele e o incapacita.
Malone é presa e o nome de West é limpo, ganhando o respeito de seus colegas policiais, bem como da comunidade.
West visita o túmulo de sua mãe, Milo chega e West diz a ele que está feliz por ele ter vindo. Milo diz a ela que ele deve sua vida a ela e a beija na testa em agradecimento e os dois vão embora juntos.

## Elenco
- Naomie Harris como Alicia West
- Tyrese Gibson como Milo "Mouse" Jackson
- Frank Grillo como Terry Malone
- Mike Colter como Darius Tureau
- Reid Scott como Kevin Jennings
- Beau Knapp como Smitty
- Nafessa Williams como Missy
- Deneen Tyler como Capitão Hackett
- Michael Papajohn como Mike
- Nelson Bonilla como Doyle
- James Moses Black como Diácono Brown
- Frankie Smith como Tez
- Carsyn Taylor como Jamal

## Produção
Em agosto de 2017, foi anunciado Screen Gems adquiriu roteiro de especulação de Peter A. Dowling Exposure, e Sean Sorensen iria produzir o filme sob sua produtora Royal Viking Entertainment.  Em agosto de 2018, foi anunciado que Deon Taylor iria dirigir o filme, e Roxanne Avent serviria como produtora executiva sob sua produtora Hidden Empire Film Group. Em dezembro de 2018, Naomie Harris se juntou ao elenco do filme, que foi renomeado de Exposure para Black and Blue. Em janeiro de 2019, Frank Grillo, Reid Scott, Tyrese Gibson, Beau Knapp, Mike Colter e Nafessa Williams se juntaram ao elenco do filme. Em março de 2019, James Moses Black se juntou ao elenco do filme. Em abril de 2019, Frankie Smith se juntou ao elenco do filme.

### Filmagens
A fotografia principal começou em 16 de janeiro de 2019 e foi concluída em 28 de fevereiro de 2019. O filme foi rodado com câmeras CineAlta, smartphones Sony α7S II e Sony Xperia 1. Todos esses dispositivos são comercializados e fabricados pela Sony, a empresa-mãe da Sony Pictures e da Screen Gems.

## Lançamento
Black and Blue teve sua estreia mundial no Urbanworld Film Festival em 21 de setembro de 2019. Foi lançado em 25 de outubro de 2019. Foi previamente programado para ser lançado em 20 de setembro de 2019.

## Recepção

### Bilheteria
Nos Estados Unidos e Canadá, Black and Blue foi lançado junto com The Current War e Countdown e foi projetado para arrecadar S$ 8-11 milhões em 2.062 cinemas em seu fim de semana de estreia. Ganhou $3.1 milhões em seu primeiro dia, incluindo $675.000 nas prévias de quinta-feira à noite. Ele estreou com $8.3 milhões, terminando em sexto; O monitor de mídia social RelishMix disse que o número baixo foi atribuído ao público estar "entediado com esse tipo de suspense policial". Em seu segundo fim de semana, o filme caiu 50% para $ 4,1 milhões, terminando em oitavo.

### Resposta crítica
No site de agregação de resenhas Rotten Tomatoes, o filme tem uma taxa de aprovação de 51% e uma classificação média de 5.4/10, com base em 92 resenhas. O consenso dos críticos do site diz: "Black and Blue é elevado pelo desempenho central de Naomie Harris, mesmo que o resultado final sofra de um tratamento simplista de temas atuais." No Metacritic, o filme tem uma pontuação média ponderada de 54 de 100, com base em 23 críticos, indicando "críticas mistas ou médias". O público entrevistado pela CinemaScore deu ao filme uma nota de "A-" em uma escala de A+ a F, enquanto os entrevistados na PostTrak deram uma pontuação geral positiva de 80%, incluindo uma média de 4 de 5 estrelas.
Candice Frederick, do TheWrap, escreveu: "Black and Blue é repleto de perseguições de carros de tirar o fôlego e momentos de suspense que certamente entreterão o público mainstream, mas o filme vacila quando tenta, além de seu título, refletir uma necessidade e pouco discutida conversa sobre questões sociais."